# 在カラチ日本国総領事館
在カラチ日本国総領事館（ウルドゥー語: کراچی میں جاپان کا قونصل جنرل、英語: Consulate-General of Japan in Karachi）は、パキスタン最大の都市カラチに設置されている日本の総領事館である。

## 沿革
- 1952年4月12日、来たる日本国の独立に先駆けて「在外公館の名称及び位置を定める法律」が制定され、当時の首都カラチに在パキスタン日本国大使館を設置することが定められる[1]
- 1952年4月28日、サンフランシスコ平和条約の発効により日本国が独立、パキスタンも同条約締結国のうちの一国[2]
- 1959年、パキスタンで首都の移転が決まり、それまでの首都カラチから臨時首都ラーワルピンディーに遷都する[3]
- 1965年5月、在パキスタン日本国大使館付属カラチ日本人学校（英語版）（KJS）が設立される[4]
- 1966年10月1日、カラチの在パキスタン日本国大使館が臨時首都ラーワルピンディーに移転する[5]
- 1967年10月1日、在外公館不在となっていた旧首都で最大都市のカラチに在カラチ日本国総領事館が開設される[6]
- 1968年4月、大使館の移転と総領事館の開設に伴い、在パキスタン日本国大使館付属カラチ日本人学校が在カラチ日本国総領事館付属小学校に改称される[4]

## 住所
| 所在地 | 6/2 Civil Lines, Abdullah Haroon Road, Karachi 75530 |
| 私書箱 | G.P.O. Box No. 3745, Karachi                         |

## 管轄地域
バローチスターン州及びシンド州を管轄。

## 著名な在勤者
- 麻田豊 - 東京外国語大学准教授
- 古賀幸久 - 久留米大学教授